# 西長堀駅
西長堀駅（にしながほりえき）は、大阪府大阪市西区北堀江三丁目および同区新町四丁目にある、大阪市高速電気軌道 (Osaka Metro) の駅。千日前線と長堀鶴見緑地線の2路線が乗り入れる。駅番号は千日前線がS14、長堀鶴見緑地線がN13。

## 歴史
- 1969年（昭和44年）4月16日：5号線（現在の千日前線）の野田阪神 - 桜川間開通と同時に開業。
- 1997年（平成9年）8月29日：長堀鶴見緑地線の大正 - 心斎橋間延伸により、同線への乗換駅となる[1]。
- 2010年（平成22年）9月：長堀鶴見緑地線ホームで可動式ホーム柵の使用を開始[2]。
- 2014年（平成26年）11月8日：千日前線ホームで可動式ホーム柵の使用を開始[3]。
- 2018年（平成30年）4月1日：大阪市交通局の民営化により、大阪市高速電気軌道 (Osaka Metro) の駅となる。

## 駅構造
千日前線は相対式ホーム2面2線、長堀鶴見緑地線は島式ホーム1面2線の地下駅である。千日前線南巽方面行ホーム北寄りから長堀鶴見緑地線ホーム東寄りへ比較的長い連絡通路が設けられている。なお、長堀鶴見緑地線ホームから野田阪神方面行ホームに出入りする際には、一旦南巽方面行ホームを経由しなければならない。
このように千日前線ホームが長堀通から南へ離れた場所に位置し、長堀鶴見緑地線との乗り換えが不便なのは、千日前線建設時に長堀川（西長堀川）が流れていたためである。
- 改札口は長堀鶴見緑地線ホーム側に1か所、千日前線ホーム側に南北1か所ずつ、合計3か所。
- 千日前線ホームは天井が非常に高いのが特徴である。
- 当駅は難波管区駅に所属しており、同副管区駅長が、当駅と桜川駅を管轄する。

### のりば
| 番線                 | 路線           | 行先                             |
| 千日前線ホーム       | 千日前線ホーム | 千日前線ホーム                   |
| -------------------- | -------------- | -------------------------------- |
| 1                    | 千日前線       | なんば・鶴橋・南巽方面           |
| 2                    | 千日前線       | 野田阪神方面                     |
| 長堀鶴見緑地線ホーム |                |                                  |
| 1                    | 長堀鶴見緑地線 | 心斎橋・森ノ宮・京橋・門真南方面 |
| 2                    | 長堀鶴見緑地線 | 大正方面                         |

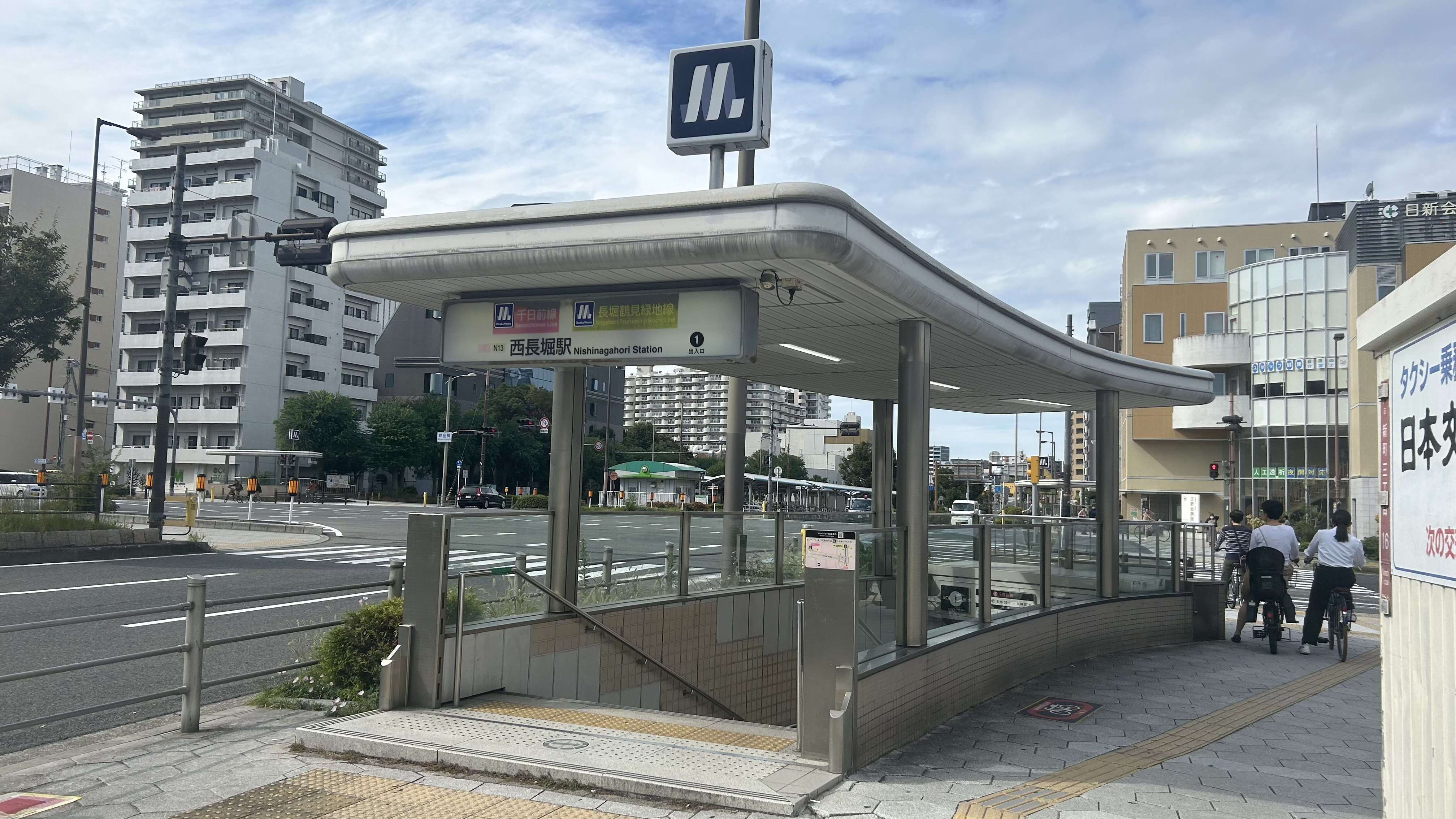
1号出口
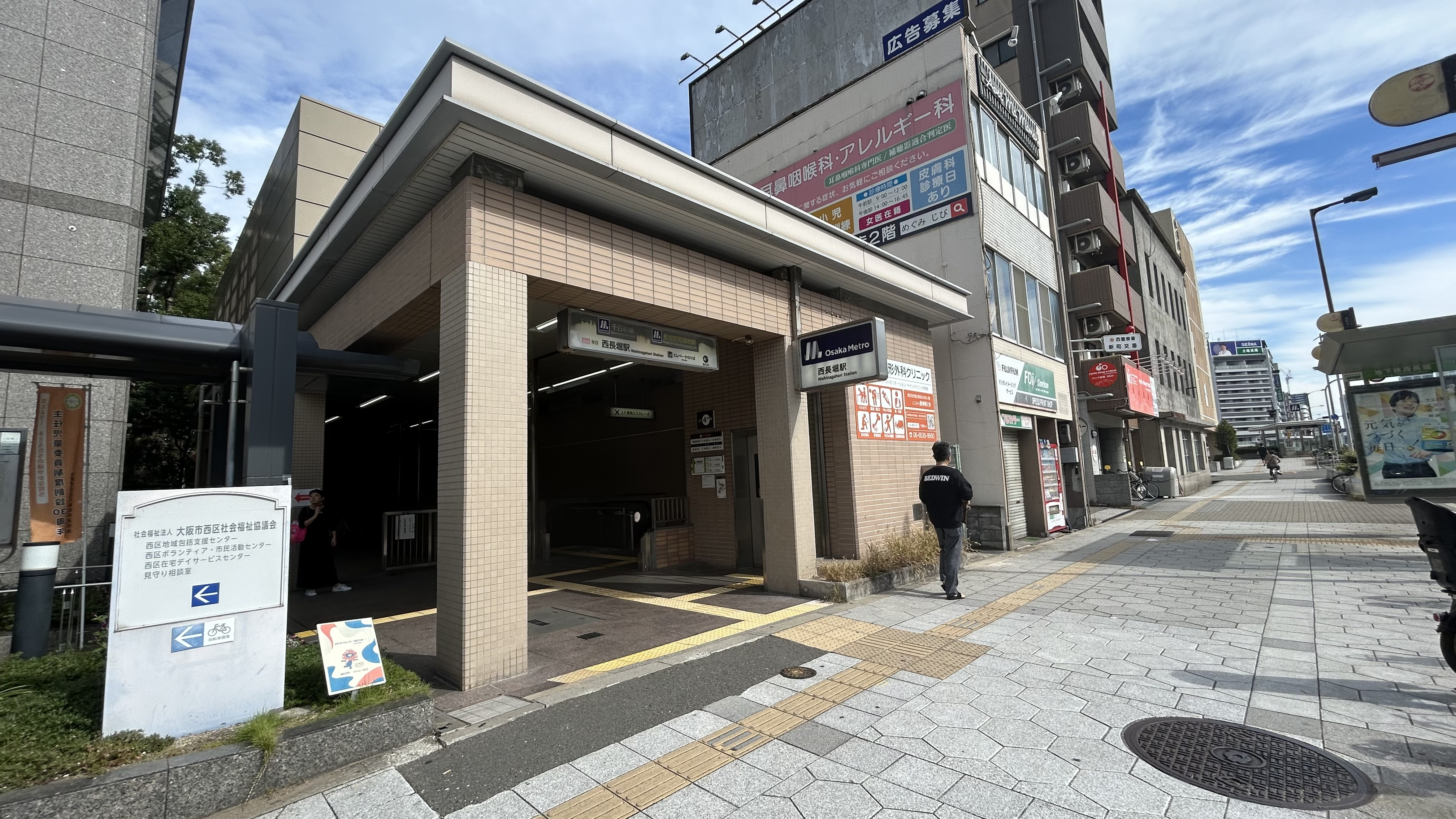
4A出口
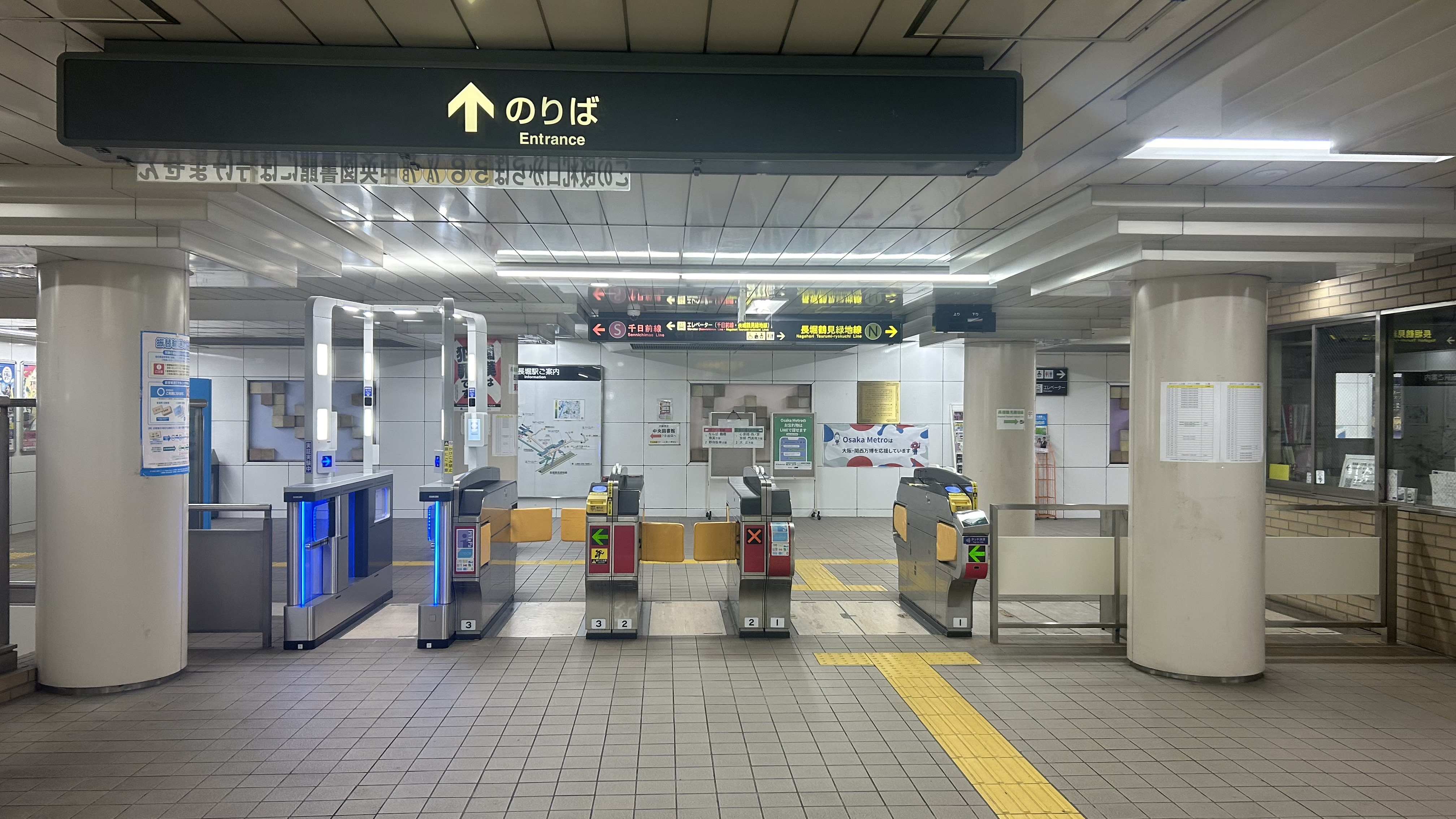
東改札口
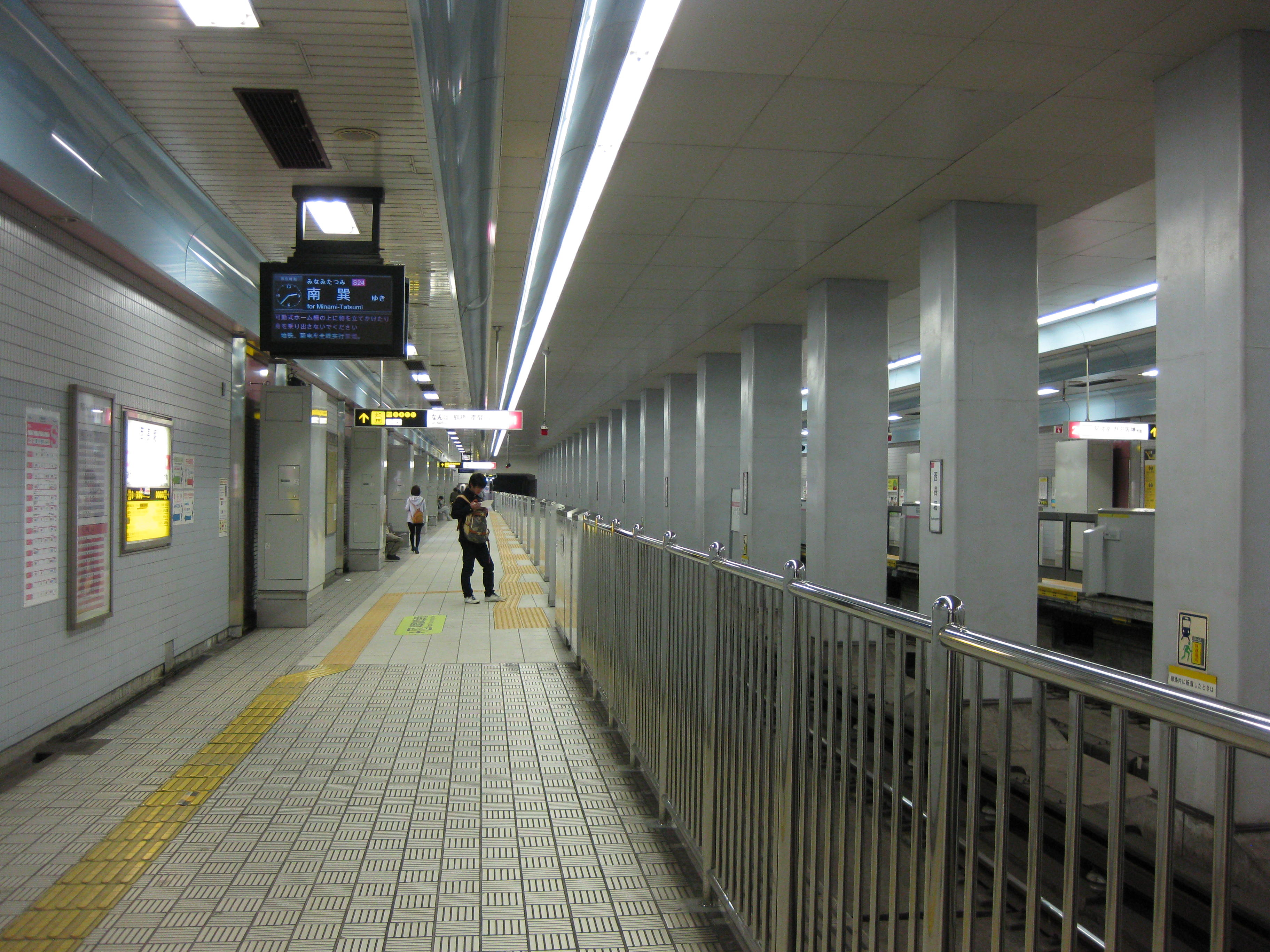
千日前線ホーム
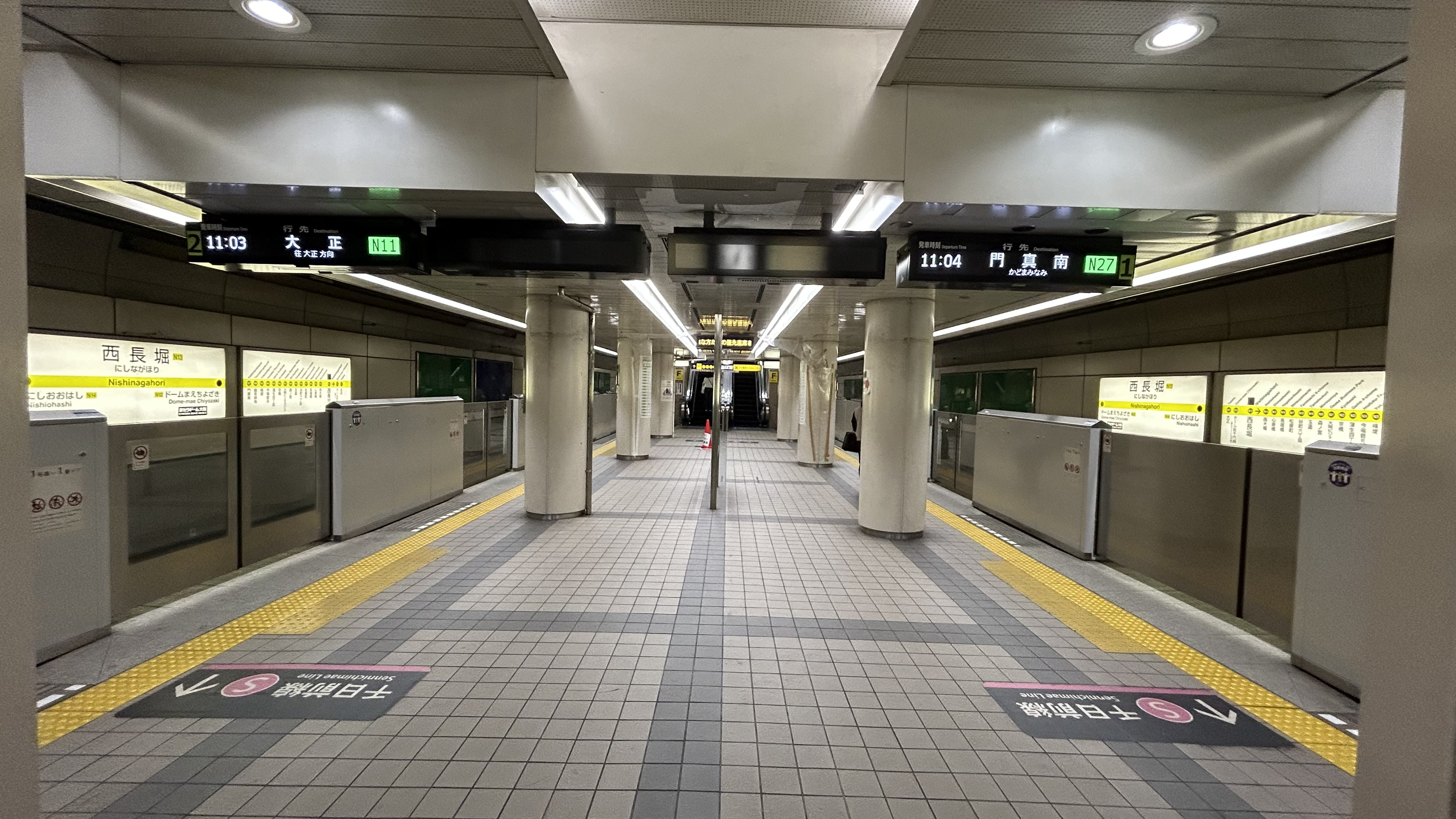
長堀鶴見緑地線ホーム

### 駅のデザインテーマ
長堀鶴見緑地線の当駅のデザインテーマは、「木のぬくもり」に設定されており、千日前線との乗り換え通路には木目調のタイルによる装飾がなされている。長堀鶴見緑地線の当駅付近は、江戸時代に阿波や土佐の材木を扱う問屋が集中していた白髪町（しらがまち）にあたる。

### 出口
| 出口番号 | 出口周辺                                                              | 接続改札 | 最寄りの路線   | 備考             |
| -------- | --------------------------------------------------------------------- | -------- | -------------- | ---------------- |
| 1        | シティバスのりば                                                      | 東改札   | 長堀鶴見緑地線 |                  |
| 2        | 日本年金機構堀江年金事務所                                            | 北改札   | 千日前線       | 初電-23:52       |
| 3        | 土佐稲荷神社・西区役所・西保健所・中央急病診療所                      | 北改札   | 千日前線       | 初電-23:52       |
| 4A       | 西区役所・西区保健福祉センター 中央急病診療所・NTT新町                | 東改札   | 長堀鶴見緑地線 | エレベーターあり |
| 4B       | 自転車駐車場連絡口                                                    | 東改札   | 長堀鶴見緑地線 |                  |
| 4C       | NTT新町                                                               | 東改札   | 長堀鶴見緑地線 |                  |
| 5        | 三木産業ビル連絡通路・あみだ池                                        | 南改札   | 千日前線       |                  |
| 6        | 三木産業ビル連絡通路・あみだ池                                        | 南改札   | 千日前線       |                  |
| 7A       | 市立中央図書館・市立こども文化センター・西区民センター 大阪市公文書館 | 南改札   | 千日前線       | エレベーターあり |
| 7B       | 市立中央図書館・市立こども文化センター・西区民センター 大阪市公文書館 | 南改札   | 千日前線       |                  |

## 利用状況
2024年11月12日の1日乗降人員は24,697人（乗車人員：12,535人、降車人員：12,162人）である。千日前線の駅では14駅中7位、長堀鶴見緑地線の駅では17駅中6位。今里筋線を除くOsaka Metroの路線が複数乗り入れる駅では最も少ない。
各年度の特定日における利用状況は下表の通りである。なお1969・1995年度の記録については、それぞれ1970・1996年に行われた調査である（会計年度上、表中に記載の年度となる）。
1995年度までの数値は千日前線のみ。
| 年度               | 調査日   | 乗車人員 | 降車人員 | 乗降人員 | 出典          | 出典          |
| 年度               | 調査日   | 乗車人員 | 降車人員 | 乗降人員 | メトロ        | 大阪府        |
| ------------------ | -------- | -------- | -------- | -------- | ------------- | ------------- |
| 1969年（昭和44年） | 01月27日 | 1,988    | 2,187    | 4,175    |               | [ 大阪府 1 ]  |
| 1970年（昭和45年） | 11月06日 | 5,298    | 5,838    | 11,136   |               | [ 大阪府 2 ]  |
| 1972年（昭和47年） | 11月14日 | 7,073    | 7,393    | 14,466   |               | [ 大阪府 3 ]  |
| 1975年（昭和50年） | 11月07日 | 7,693    | 8,443    | 16,136   |               | [ 大阪府 4 ]  |
| 1977年（昭和52年） | 11月18日 | 9,025    | 9,663    | 18,688   |               | [ 大阪府 5 ]  |
| 1981年（昭和56年） | 11月10日 | 11,062   | 11,398   | 22,460   |               | [ 大阪府 6 ]  |
| 1985年（昭和60年） | 11月12日 | 10,831   | 11,325   | 22,156   |               | [ 大阪府 7 ]  |
| 1987年（昭和62年） | 11月10日 | 11,457   | 11,796   | 23,253   |               | [ 大阪府 8 ]  |
| 1990年（平成02年） | 11月06日 | 10,902   | 10,912   | 21,814   |               | [ 大阪府 9 ]  |
| 1995年（平成07年） | 02月15日 | 10,588   | 10,851   | 21,439   |               | [ 大阪府 10 ] |
| 1998年（平成10年） | 11月10日 | 12,942   | 13,822   | 26,764   |               | [ 大阪府 11 ] |
| 2007年（平成19年） | 11月13日 | 12,613   | 12,874   | 25,487   |               | [ 大阪府 12 ] |
| 2008年（平成20年） | 11月11日 | 12,565   | 12,843   | 25,408   |               | [ 大阪府 13 ] |
| 2009年（平成21年） | 11月10日 | 12,505   | 12,516   | 25,021   |               | [ 大阪府 14 ] |
| 2010年（平成22年） | 11月09日 | 11,722   | 11,840   | 23,562   |               | [ 大阪府 15 ] |
| 2011年（平成23年） | 11月08日 | 11,551   | 11,760   | 23,311   |               | [ 大阪府 16 ] |
| 2012年（平成24年） | 11月13日 | 12,392   | 12,395   | 24,787   |               | [ 大阪府 17 ] |
| 2013年（平成25年） | 11月19日 | 12,044   | 12,244   | 24,288   | [ メトロ 1 ]  | [ 大阪府 18 ] |
| 2014年（平成26年） | 11月11日 | 12,062   | 12,154   | 24,216   | [ メトロ 2 ]  | [ 大阪府 19 ] |
| 2015年（平成27年） | 11月17日 | 12,942   | 12,896   | 25,838   | [ メトロ 3 ]  | [ 大阪府 20 ] |
| 2016年（平成28年） | 11月08日 | 13,054   | 12,882   | 25,936   | [ メトロ 4 ]  | [ 大阪府 21 ] |
| 2017年（平成29年） | 11月14日 | 13,747   | 13,385   | 27,132   | [ メトロ 5 ]  | [ 大阪府 22 ] |
| 2018年（平成30年） | 11月13日 | 12,614   | 12,410   | 25,024   | [ メトロ 6 ]  | [ 大阪府 23 ] |
| 2019年（令和元年） | 11月12日 | 13,056   | 12,800   | 25,856   | [ メトロ 7 ]  | [ 大阪府 24 ] |
| 2020年（令和02年） | 11月10日 | 11,180   | 11,062   | 22,242   | [ メトロ 8 ]  | [ 大阪府 25 ] |
| 2021年（令和03年） | 11月16日 | 10,841   | 10,697   | 21,538   | [ メトロ 9 ]  | [ 大阪府 26 ] |
| 2022年（令和04年） | 11月15日 | 11,444   | 11,259   | 22,703   | [ メトロ 10 ] | [ 大阪府 27 ] |
| 2023年（令和05年） | 11月07日 | 12,121   | 11,835   | 23,956   | [ メトロ 11 ] | [ 大阪府 28 ] |
| 2024年（令和06年） | 11月12日 | 12,535   | 12,162   | 24,697   | [ メトロ 12 ] |               |

### 1998年度の路線別データ
大阪市営地下鉄（現・Osaka Metro）ではかつて複数の地下鉄路線が連絡する駅について路線ごとの乗車人員・降車人員を発表していたが、長堀鶴見緑地線の京橋駅〜心斎橋駅間延伸が行われてから採集された路線別データは1998年度の分のみとなっている。
この時点では長堀鶴見緑地線のみの乗降人員は森ノ宮駅に次いで線内で2番目に少なくなっている。
| 年度               | 調査日   | 千日前線 | 千日前線 | 千日前線 | 長堀鶴見緑地線 | 長堀鶴見緑地線 | 長堀鶴見緑地線 | 出典          |
| 年度               | 調査日   | 乗車人員 | 降車人員 | 乗降人員 | 乗車人員       | 降車人員       | 乗降人員       | 出典          |
| ------------------ | -------- | -------- | -------- | -------- | -------------- | -------------- | -------------- | ------------- |
| 1998年（平成10年） | 11月10日 | 10,136   | 11,257   | 21,393   | 2,806          | 2,565          | 5,371          | [ 大阪府 11 ] |

## 駅周辺
現在の新町3 - 4丁目と北堀江3 - 4丁目のそれぞれ長堀通付近は、江戸時代に広大な蔵屋敷を構えていた土佐藩の影響力が強かった地域で、この地域を指して西長堀の呼称が生じた。現在も長堀通の交差点名として残る「白髪橋」と「鰹座橋」は土佐にちなむ「白髪山」と「鰹」が由来で、土佐出身の岩崎弥太郎が起こした三菱発祥の地でもある。
上述の通り千日前線ホームは北堀江側へ寄っているが、長堀通と新なにわ筋の交点である鰹座橋交差点に位置しており、かつて長堀通（当時は末吉橋通）を走っていた大阪市電の停留所名も「鰹座橋」であった。
周辺は中層のマンションが多い。長堀通の中央分離帯（約15メートル）に自転車駐輪場が設置されている。
- 西区役所
- 辰巳商会中央図書館（大阪市立中央図書館）
- 中央急病診療所
- 大阪問屋橋郵便局
- 大阪歯科学院専門学校
- 大阪市立西高等学校
- 大阪市立堀江小学校
- 土佐稲荷神社
- 和光寺（あみだ池）
- 関西公明会館（公明党大阪府本部）
- 日本交通車庫
- 丸一鋼管本社
- 西長堀出入口（阪神高速道路3号神戸線・16号大阪港線）
- 西長堀アパート
- あけぼのほりえこども園
- 大阪商工信用金庫 西支店
- hotel it.大阪新町

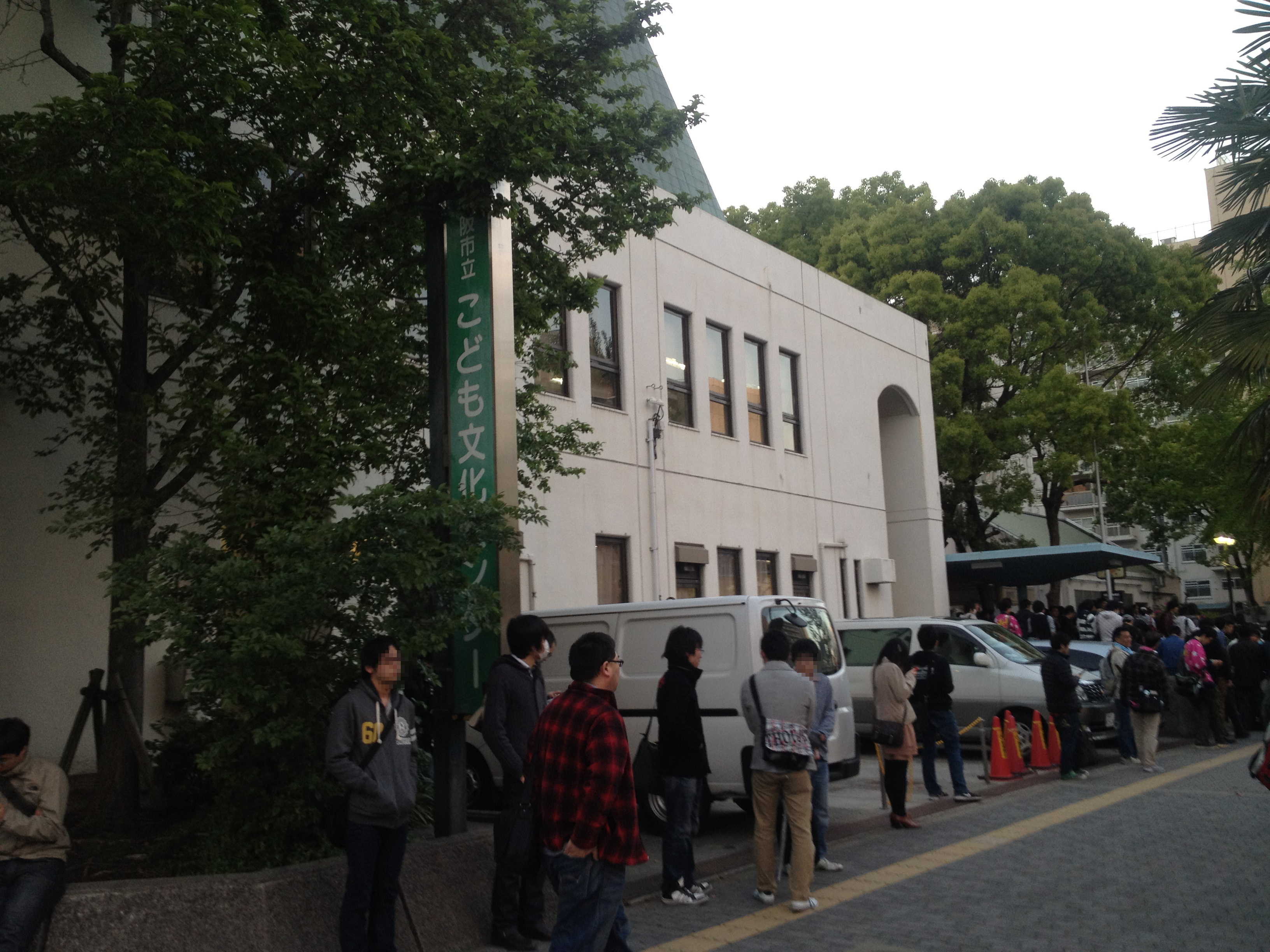
大阪市立こども文化センター
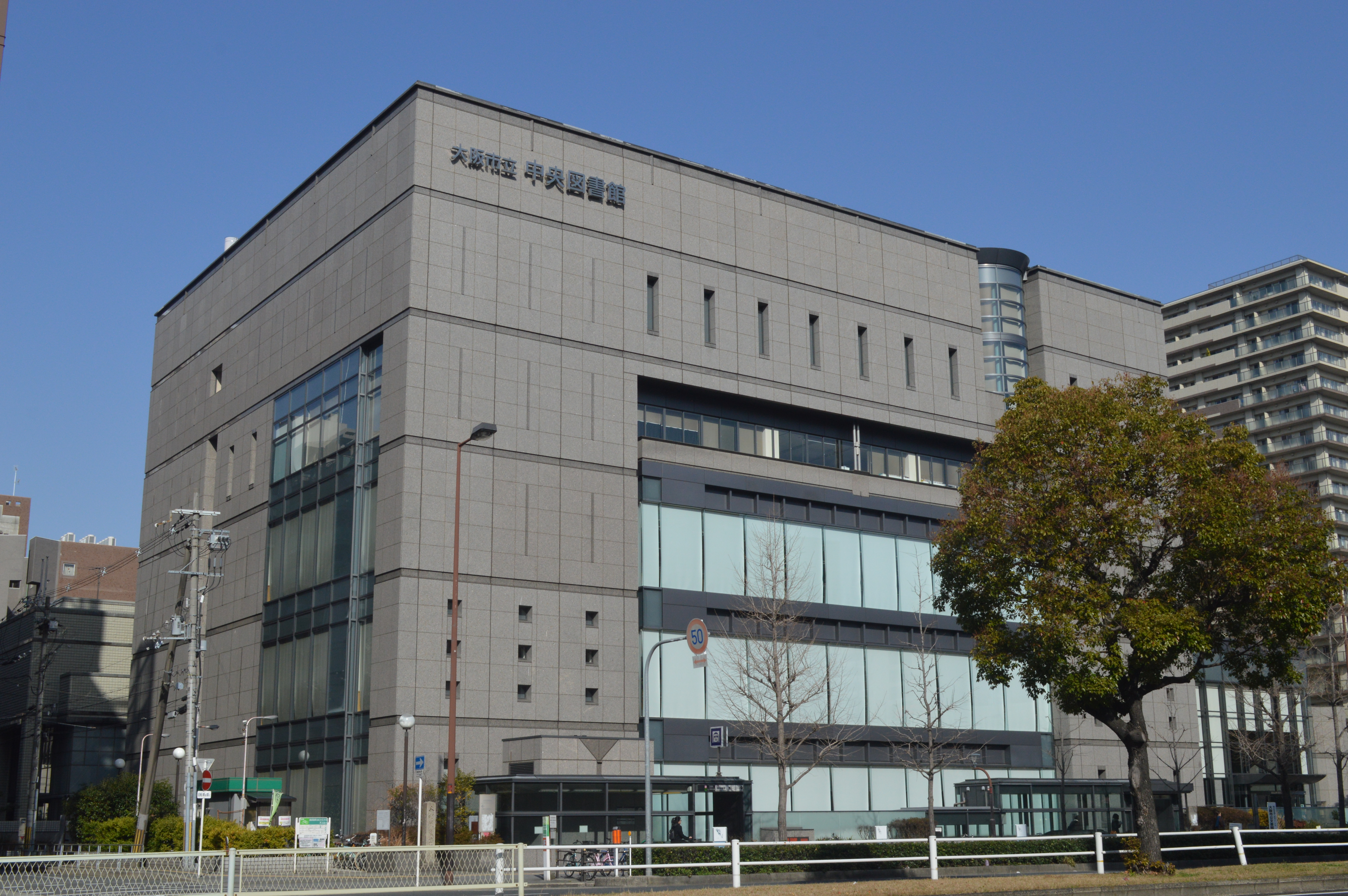
辰巳商会中央図書館
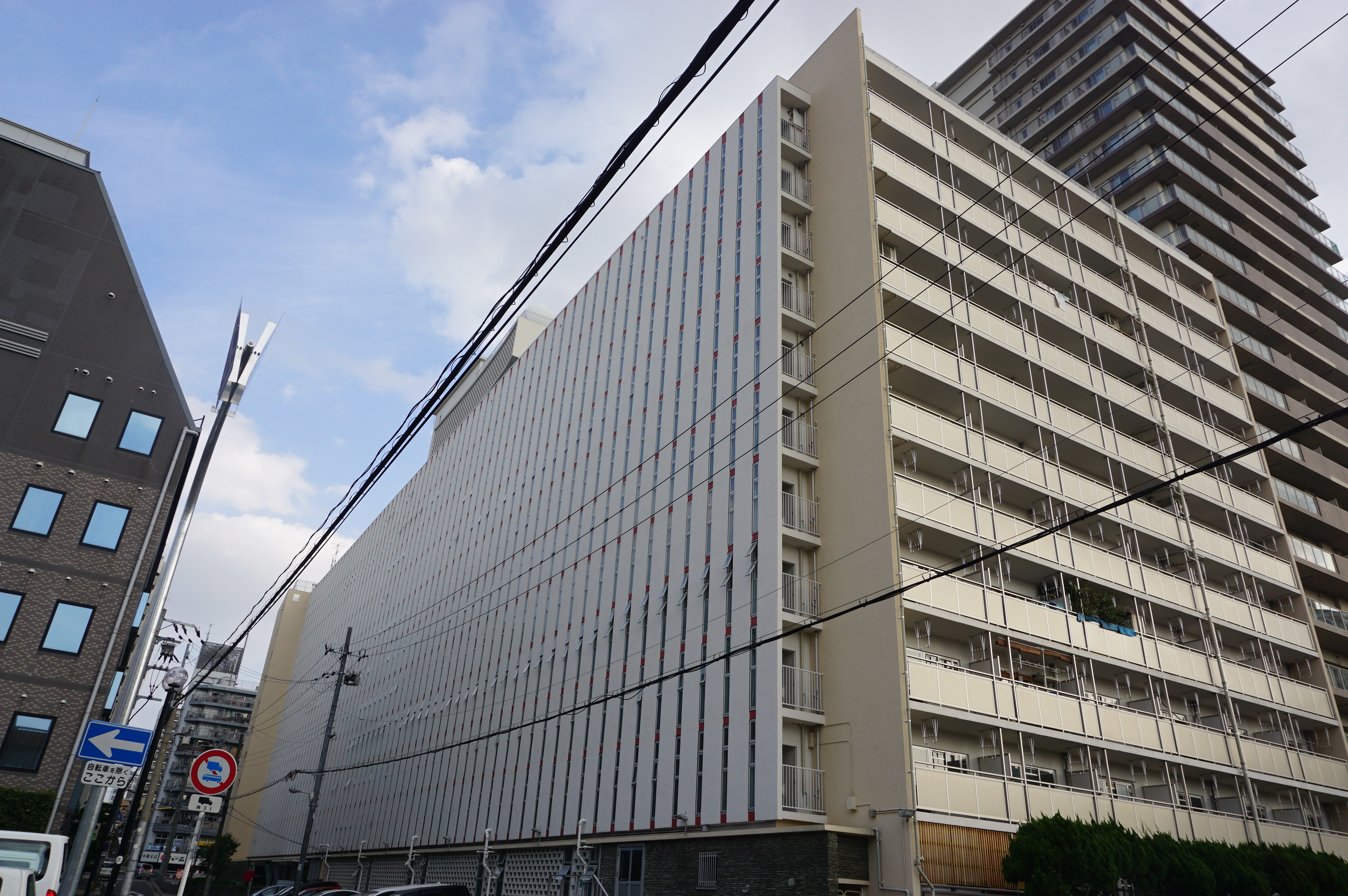
西長堀アパート

## バス路線
最寄り停留所は、長堀通にある地下鉄西長堀、あみだ池筋にある白髪橋およびあみだ池となる。以下の路線が乗り入れ、大阪シティバスにより運行されている。
地下鉄西長堀
- 84号系統：弁天町駅前・八幡屋三丁目/なんば

白髪橋/あみだ池
- 55号系統：大阪駅前/鶴町四丁目

## 隣の駅
大阪市高速電気軌道 (Osaka Metro)
 千日前線
阿波座駅 (S13) - 西長堀駅 (S14) - 桜川駅 (S15)
 長堀鶴見緑地線
ドーム前千代崎駅（京セラドーム大阪） (N12) - 西長堀駅 (N13) - 西大橋駅 (N14)
- 括弧内の英数字は駅番号を示す。

### 記事本文

### 利用状況
1. ↑  路線別駅別乗降人員 - 大阪市高速電気軌道
2. 1 2  大阪府統計年鑑 - 大阪府
3. ↑  大阪市統計書 - 大阪市

#### 大阪市高速電気軌道
1. ↑  路線別乗降人員 （2013年11月19日（火）交通調査） (PDF)
2. ↑  路線別乗降人員 （2014年11月11日（火）交通調査） (PDF)
3. ↑  路線別乗降人員 （2015年11月17日（火）交通調査） (PDF)
4. ↑  路線別乗降人員 （2016年11月8日（火）交通調査） (PDF)
5. ↑  路線別乗降人員 （2017年11月14日（火）交通調査） (PDF)
6. ↑  路線別乗降人員 （2018年11月13日（火）交通調査） (PDF)
7. ↑  路線別乗降人員 （2019年11月12日（火）交通調査） (PDF)
8. ↑  路線別乗降人員 （2020年11月10日（火）交通調査） (PDF)
9. ↑  路線別乗降人員 （2021年11月16日（火）交通調査） (PDF)
10. ↑  路線別乗降人員 （2022年11月15日（火）交通調査） (PDF)
11. ↑  路線別乗降人員 （2023年11月7日（火）交通調査） (PDF)
12. ↑  路線別乗降人員 （2024年11月12日（火）交通調査） (PDF)

#### 大阪府統計年鑑
1. ↑  大阪府統計年鑑（昭和45年） (PDF)
2. ↑  大阪府統計年鑑（昭和46年） (PDF)
3. ↑  大阪府統計年鑑（昭和48年） (PDF)
4. ↑  大阪府統計年鑑（昭和51年） (PDF)
5. ↑  大阪府統計年鑑（昭和53年） (PDF)
6. ↑  大阪府統計年鑑（昭和57年） (PDF)
7. ↑  大阪府統計年鑑（昭和61年） (PDF)
8. ↑  大阪府統計年鑑（昭和63年） (PDF)
9. ↑  大阪府統計年鑑（平成3年） (PDF)
10. ↑  大阪府統計年鑑（平成8年） (PDF)
11. 1 2  大阪府統計年鑑（平成11年） (PDF)
12. ↑  大阪府統計年鑑（平成20年） (PDF)
13. ↑  大阪府統計年鑑（平成21年） (PDF)
14. ↑  大阪府統計年鑑（平成22年） (PDF)
15. ↑  大阪府統計年鑑（平成23年） (PDF)
16. ↑  大阪府統計年鑑（平成24年） (PDF)
17. ↑  大阪府統計年鑑（平成25年） (PDF)
18. ↑  大阪府統計年鑑（平成26年） (PDF)
19. ↑  大阪府統計年鑑（平成27年） (PDF)
20. ↑  大阪府統計年鑑（平成28年） (PDF)
21. ↑  大阪府統計年鑑（平成29年） (PDF)
22. ↑  大阪府統計年鑑（平成30年） (PDF)
23. ↑  大阪府統計年鑑（令和元年） (PDF)
24. ↑  大阪府統計年鑑（令和2年） (PDF)
25. ↑  大阪府統計年鑑（令和3年） (PDF)
26. ↑  大阪府統計年鑑（令和4年） (PDF)
27. ↑  大阪府統計年鑑（令和5年） (PDF)
28. ↑  大阪府統計年鑑（令和6年） (PDF)